# Красный Маяк (Башкортостан)
Кра́сный Мая́к (баш. Красный Маяк) — деревня в Куюргазинском районе Республики Башкортостан Российской Федерации. Входит в состав Мурапталовского сельсовета.

## География

### Географическое положение
Расстояние до:
- районного центра (Ермолаево): 42 км,
- центра сельсовета (Новомурапталово): 8 км,
- ближайшей ж/д станции (Мурапталово): 8 км.

## Население
| 2002 | 2009 | 2010 |
| ---- | ---- | ---- |
| 129  | ↗136 | ↗169 |

### Национальный состав
Согласно переписи 2002 года, преобладающая национальность — башкиры (73 %).